# Mbokambo
Mbokambo est un village de la Région du Littoral au Cameroun, situé dans la commune de Melong.

## Population et développement
En 1967, la population de Mbokambo était de 758 habitants, essentiellement des Mbo. Lors du recensement de 2005, elle était de 653 habitants.